# Операция «Ось»
Операция «Ось» (нем. Fall «Achse»), первоначально Операция «Аларих» (нем. Unternehmen «Alarich») — военно-стратегическая операция вооруженных сил нацистской Германии по захвату территории Италии и нейтрализации Королевской армии Италии. В дополнение к этому германские войска должны были захватить итальянские зоны оккупации на юге Франции и на Балканах, а также острова Корсику и Сардинию. Разрабатывалась ОКВ по личному приказу Гитлера с конца июля 1943 года, сразу после отстранения от власти и ареста королём Италии итальянского диктатора Бенито Муссолини и фактической ликвидации в стране правящего фашистского режима.
Цели операции: захват и удерживание территории Италии и европейских территорий оккупированных Италией, арест короля и правительства Бадольо, захват в распоряжение Германии итальянской военной и тяжёлой промышленности. Активный период операции проходил с 8 по 19 сентября 1943 года. Германские войска захватили практически все ключевые и стратегические объекты на севере и в центре Италии, оккупировали столицу страны город Рим.

## Предыстория
Королевство Италия, имея правящий фашистский режим, начиная с конца 30-х годов являлась главным союзником нацистской Германии в Европе. В июне 1940 года Италия вступила во Вторую Мировую войну, однако, итальянские войска потерпели большое количество поражений на всех военных театрах. Наиболее полный разгром, повлёкший огромное количество погибших и пленённых итальянцев, был на Восточном фронте под Сталинградом и в Северной Африке. Всё это, вместе со значительно ухудшавшейся экономической ситуацией в само́й стране, вызывало крайне негативную реакцию населения, нежелание итальянцев воевать и погибать за чужие интересы, при этом не добиваясь никаких успехов. Королевский двор и многие высшие офицеры и политические деятели страны также осознавали проигрыш страны и невозможность дальнейшего нахождения Муссолини и его сторонников у власти, ведь именно из-за его амбиций страна оказалась в подобном критическом положении. Наконец, успешная высадка союзников на Сицилии, то есть уже в самой Италии, в июле 1943 года только усилила антивоенные и антифашистские настроения и заставила короля и его сторонников срочно искать выход из создавшейся ситуации, который мог быть только один: отстранение Муссолини от всех занимаемых должностей, изоляция его самого и его сторонников, передача власти сторонникам Короля и поиски путей для переговоров с представителями антигитлеровской коалиции о перемирии.
25 июля 1943 года после встречи и беседы с королём Бенито Муссолини был арестован. По радио было объявлено, что вместо Муссолини пост первого министра занял маршал Пьетро Бадольо. Население встретило эту новость с ликованием в надежде, что страна вскоре выйдет из войны. Однако, Бадольо опасался резко разрывать отношения с Гитлером и вести прямые переговоры с союзниками, поскольку понимал, что в противном случае Гитлер введёт войска в Италию и постарается свергнуть новое правительство. Вместе с тем через ватиканские и испанские дипломатические каналы начались секретные переговоры, которые затянулись до первых чисел сентября. Получив известие из Рима об изоляции Муссолини, Гитлер тут же поручил ОКВ разработку плана по вводу немецких войск в Италию и низложению нового итальянского правительства. Так же была разработана и позже осуществлена операция по поиску и освобождению из заключения самого Муссолини.
В Берлине ожидали повода для ввода войск в Италию, поскольку формально, несмотря на изоляцию Муссолини и смену правительства, Королевство Италия всё ещё оставалось союзником Германии. Наконец, 3 сентября Италия официально подписала с Великобританией и США договор о капитуляции, а 8 сентября об этом было официально объявлено. Теперь Гитлер мог начать операцию по оккупации Италии и подконтрольных ей территорий.

## Планы Германии
Первые подразделения Вермахта в Италии были размещены ещё в 1941 году. После поражения в Тунисе в мае 1943 года было принято решение о размещении в Италии дополнительных германских сил. 9 мая ОКВ сообщило итальянскому военному штабу, что будут созданы три новых немецких подразделения на территории Италии эвакуированные из Северной Африки. Они были размещены на Сардинии (90-я легкая пехотная дивизия), Сицилии (15-я стрелковая дивизия), а также резерв. Кроме того, в середине мая на Сицилию была отправлена Дивизия «Герман Геринг», в район города Бари 16-я танковая дивизия прибывшая к июню 1943 года, а 19 мая из Южной Франции прибыл 14-й танковый корпус генерала Ганса Хубе.
20 мая во время продолжительной дискуссии в штаб-квартире, Гитлер выразил сомнения в политической стабильности фашистского режима в Италии и опасности краха его основного политического союзника в Европе. В специальном докладе немецкого дипломата Константина фон Нейрата был продемонстрирован снижающийся моральный дух итальянской армии и населения, пробританские настроения в том числе и среди высшего военного и гражданского общества Италии. Гитлер был убеждён, что ситуация на Средиземноморье требует особого усиленного внимания и что нужен план на случай возможного падения режима Муссолини. Сообщения итальянского дипломата Джузеппе Бастиани, агентуры Гиммлера в Италии и присутствие в стране генерала Марио Роатты, которого Гитлер считал очень ненадёжным, только укрепляли эти подозрения.
21 мая глава ОКВ, фельдмаршал Вильгельм Кейтель подготовил примерный план по возможным действиям в Италии. Этот план предусматривал сразу несколько военных операций:
- Операция «Аларих» — вторжение в материковую Италию и захват местных ключевых объектов.
- Операция «Студент» — захват Рима.
- Операция «Константин» — нейтрализация итальянских войск на Балканах.
- Операция «Зигфрид» — оккупация итальянских оккупационных зон на Юге Франции.
- Операция «Нюрнберг» — усиление Франко-Испанской границы.
- Операция «Копенгаген» — контроль переходов на Франко-Итальянской границе.

Между тем, немецкие резервы продолжали передислоцироваться, чтобы иметь возможность сдержать потенциальные угрозы на Средиземноморском военном театре. Гитлер, серьезно обеспокоенный Балканами и в конфликте с итальянским руководством и из-за возможных соглашений о сотрудничестве между итальянскими и местными партизанскими силами, решил отправить 1-ю танковую дивизию СС на Пелопоннес и даже рассмотрел возможность отправки в Италию своих трех элитных бронетанковых дивизий Waffen-SS, в то время развернутых на Восточном фронте для операции «Цитадель».
17 июня Муссолини срочно попросил две немецкие бронированные дивизии в качестве подкрепления, чтобы противостоять мощным союзным войскам. После дополнительных аргументов, вызванных ещё одним изменением сознания Муссолини и предложением генерала Витторио Амброзио, начальника штаба итальянских вооруженных сил, отказаться от немецких подкреплений и перевести в Италию итальянские войска, развернутые во Франции и на Балканах, (Во время операции «Штопор», остров Пантеллерия сдался без сопротивления 11 июня) заставил Гитлера направить ещё три немецких дивизии.
В середине июня 29-я моторизованная дивизия была отправлена в Фоджу, а 3-я моторизованная дивизия была развёрнута к северу от Рима в первые дни июля. Между тем, 24 июня бригада «Рейхсфюрер СС» была перенесена на Корсику, а в середине июля также прибыл 76-й танковый корпус.

## Вторжение в Италию
Уже вечером 8 сентября германские войска пересекли итальянскую границу. Первой целью были стратегически важные и крупнейшие города Северной Италии: Турин, Милан и Венеция, которые одновременно являлись и промышленными центрами страны. Если бы итальянцы действовали быстро, то они могли бы закрыть альпийские мосты и туннели, тем самым захлопнув ловушку для Вермахта на землях самой Италии. Итальянцы готовились уничтожить проход Бреннер, и если бы им удалось взорвать главную железнодорожную ветку, то железнодорожное сообщение прервалось бы по меньшей мере на полгода.
Однако, переход на сторону антигитлеровской коалиции занял какое-то время, и Бадольо удалось установить контакт с англо-американцами и обговорить условия перемирия с ними прежде, чем он выступил против немцев. При этом было потеряно шесть недель, и Италия оказалась уязвимой для контрудара Вермахта.
Несмотря на то, что Гитлера отговорили от ввода в Рим 3-й танковой гренадерской дивизии, он быстро установил контроль над альпийскими перевалами между Германией и Италией, а также между Италией и Францией. Из Франции и Южной Германии было переброшено 8 дивизий группы армий «Б», готовых спасти части Вермахта, дислоцированные в Италии и продолжавшие воевать на Сицилии. Итальянское пограничное командование не знало, что ему делать. Поэтому многие пограничники не оказали серьёзного сопротивления и были разоружены. Итальянское высшее командование за нескольких недель до перемирия дало указания командирам и войскам на случай выхода из войны и возможной германской агрессии. Это были: Приказ № 111, выданный штабом итальянской армии 10 августа, Меморандум OP 44, выпущенный 26 августа генералом Роаттой (по приказу Амбросио) основным командам периферии (всего двенадцать экземпляров), и № 1 и № 2 Меморандумы, выпущенные 6 сентября Верховным командованием в штабы трёх вооружённых сил, содержащие указания на развёртывание сил на разных театрах военных действий.

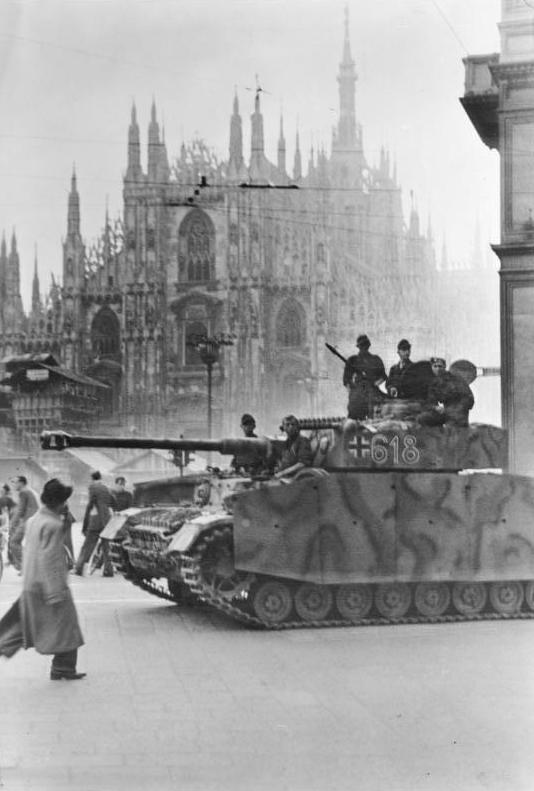
Танк Pz.IV в Милане. Сентябрь 1943 года.

Однако это были общие руководящие принципы, лишенные конкретики и почти неприменимые (в том числе из-за чрезмерных мер секретности). Они были неэффективны и внесли свой вклад в деморализацию итальянских войск вместе с неопределенностью послания Бадольо вечером 8 сентября, при неожиданной новости об изменении военной ситуации и смене стороны участия в конфликте, что тут же проявилось в контрмерах и агрессии со стороны германских войск. Ситуация с итальянскими вооруженными силами была усугублена ещё и противоречивыми указаниями Амбросио вечером 8 сентября, которые ограничили любую инициативу только защитными мерами в случае прямого германского нападения, и приказами Роатты в ночь на 9 сентября — требовавшими избегать беспорядков и «мятежей» среди войск.
Столкнувшись с холодной эффективностью германских подразделений, которые сразу же проявили резкую агрессивность и требовали сдаться или сотрудничать с агрессором, большинство итальянских командиров, также опасаясь впечатляющей репутации военного потенциала Вермахта, просто отказались от каких-либо попыток сопротивления. За некоторыми исключениями, войска оставленные без приказов и лидеров, часто разбегались.
Положение германских войск в Италии на самом деле было трудным. У Роммеля с его группой армий «Б» была более легкая задача — оккупировать северные районы и нейтрализовать сопротивление итальянских войск в этой области, но Кессельринг командовавший группой армий «С», испытывал большие трудности после 8 сентября: после бомбардировки противником его ставки в Фраскати, он едва успел получить сообщение закодированного слова «Ось», а также узнал о высадке англо-американских сил около Салерно, где размещалась только часть немецкой 16-й танковой дивизии. Сначала он боялся, что он не сможет одновременно сдержать силы противника и выполнить свою миссию нацеленную на Рим.
Кессельринг, тем не менее, проявил большую способность, и его силы сражались весьма эффективно с противником. Несмотря на советы Роммеля о том, чтобы быстро выйти из Южной Италии и отступить к линии Ла Специя-Римини, Кессельрингу удалось избежать изоляции и уничтожения его войсковых соединений, а также вызвать проблемы для англо-американских сил с плацдармом в Салерно, чтобы контратаковать с некоторым успехом (после сосредоточения там 14-го и 76-го танковых корпусов с тремя танковыми дивизиями и двумя моторизованными дивизиями), а затем отступить с минимальными потерями к северу от Неаполя, одновременно выполняя план «Ось» и захватив Рим частью своих сил.
Роммель, так долго сражавшийся бок о бок с итальянцами в Северной Африке, испытывал горькое сожаление по поводу всего происходящего. В письме жене от 10 сентября 1943 года он сообщал:

«События в Италии были, разумеется, предсказуемыми, и той ситуации, которая там сложилась не без нашего участия, можно было бы избежать. На юге страны итальянские войска вместе с англичанами уже воюют против нас. На севере итальянские войска в настоящее время разоружены, и итальянских пленных высылают в Германию. Какой постыдный конец для армии!..»
Тем временем 9 сентября германские войска, захватив Милан, Турин и Венецию, вышли к следующей, основной их цели — Риму.

## Захват Рима

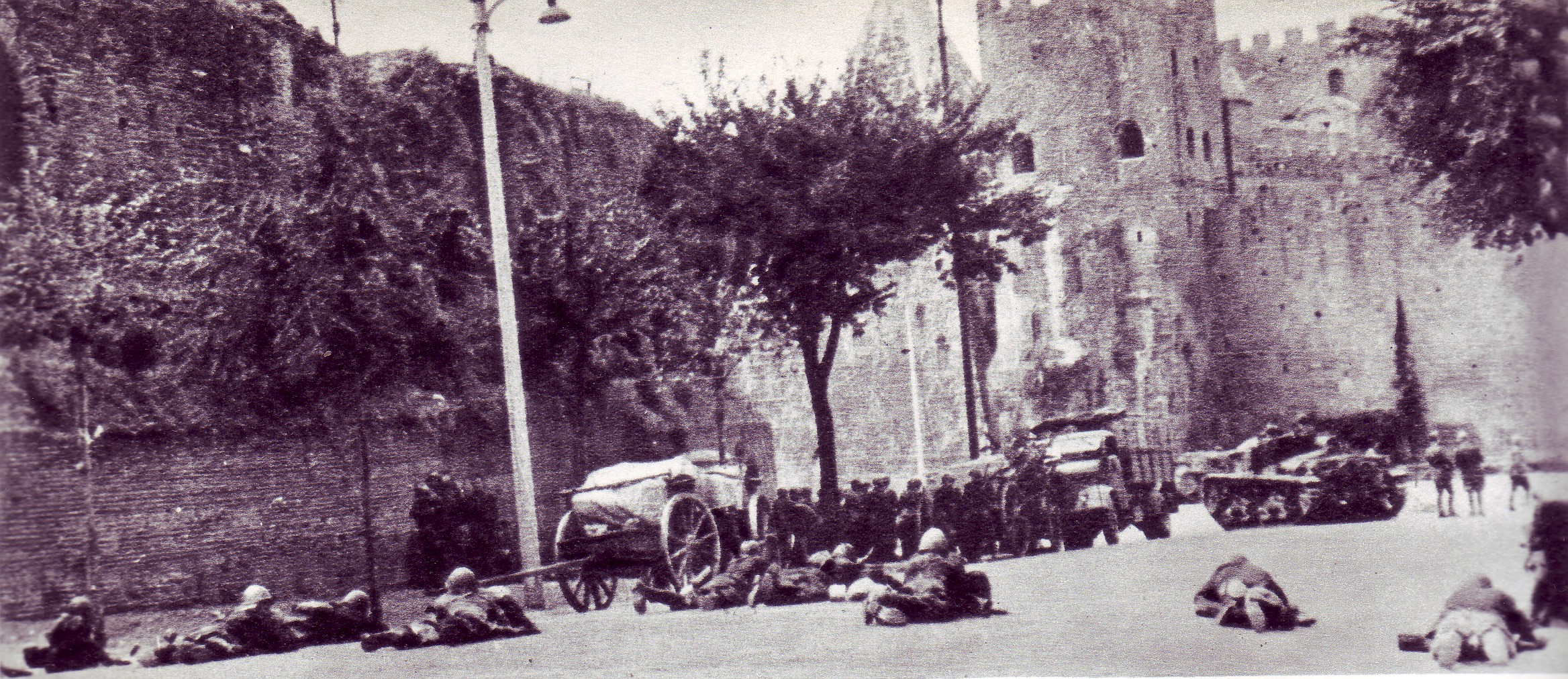
Итальянские войска заняли позиции на улицах Рима. Сентябрь 1943 года.

9 сентября итальянский генерал Марио Роатта, зная всю реальную опасность сложившейся обстановки, посоветовал королю и правительству Бадольо немедленно покинуть Рим, что и было сделано к вечеру того же дня. Король и правительство к 10 сентября достигли города Бриндизи на юге страны. Первоначальным их намерением было отправить генеральный штаб из Рима вместе с королём и премьером, но только несколько штабных офицеров достигли Бриндизи. Не смогла оказать помощь итальянцам и 5-я американская армия, которая высадилась не возле Рима, а в Салерно, к югу от Неаполя.
К обороне Рима были стянуты итальянские бронетанковые дивизии Ариете II и Чентауро II, пехотные дивизии Пьяченца и Сассари, несколько батальонов дивизии Лупи из Тосканы всего 55 тысяч солдат, 200 бронеавтомобилей. Им противостояли развёрнутые в соответствии с планом операции «Студент» 11-й воздушный корпус Люфтваффе, сформированная на его базе 2-я парашютная дивизия под командованием генерала Вальтера Берентина и 3-я танковая дивизия генерала Фрица-Хьюберта Грейзера, а также бронебатальон 26-й танковой дивизии. Начались первые боестолкновения, однако уже к 2 часам ночи пал аэропорт Чампино, а через час стало известно о нахождении немцев уже в 8 километрах от центра Рима.
Уже к 22:00 часам первые десантники 2-й германской парашютной дивизии достигли пригородов Рима. В течение следующего дня продолжались уличные бои, однако итальянская армия стала отступать и фактически оказалась в окружении. К вечеру 10 сентября сопротивление итальянцев практически прекратилось и Рим был захвачен немцами. Итальянский губернатор при поддержке подразделения итальянской пехоты формально правил городом до 23 сентября, но по сути город был под контролем Германии уже с 11 сентября.

## Отвод итальянского флота в Северную Африку и на Мальту
Особую стратегическую важность представлял итальянский флот, насчитывавший более 200 кораблей, в том числе и несколько крупнейших и современных линкоров. И Союзники, и итальянцы понимали, что, попав в распоряжение немцев, такое количество боевых кораблей позволит Гитлеру иметь серьёзные силы на море данного региона. Перемирие 8 сентября «застало» большую часть этих кораблей на западном побережье Италии, в основном расположенными в Ла-Специи и Генуе и готовящимися идти в Северную Африку (от Корсики и Сардинии), а также в Таранто, на юге Италии, готовыми отойти к Мальте.
В 02:30 ночи 9 сентября три линейных корабля — «Рома», «Витторио-Венето» и «Италия» — вышли из Ла-Специи в сопровождении трёх крейсеров и восьми миноносцев. Когда германские войска заняли город, были арестованы и расстреляны капитаны нескольких итальянских кораблей, которые не имели возможности отвести свои корабли и потому затопили их. В тот же день корабли, следуя без прикрытия с воздуха, подверглись у берегов Сардинии нападению бомбардировщиков Люфтваффе с управляемыми авиабомбами. Несколько кораблей получили серьёзные повреждения, а «Рома» был потоплен. Из 1849 членов экипажа удалось спасти только 596. Большинство из оставшихся кораблей благополучно добрались до Северной Африки и Мальты, контролируемой союзниками.

## Операция во Франции и на Балканах

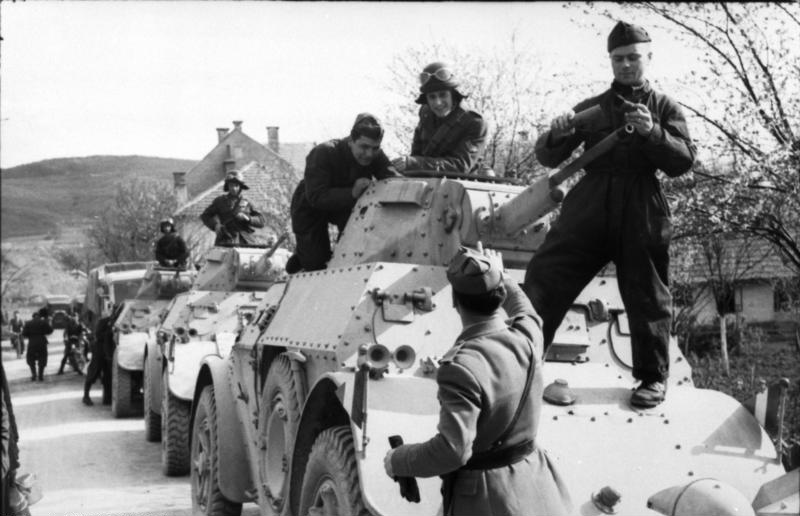
Итальянские бронеавтомобили на Балканах

4-я Итальянская армия генерала Марио Верселлино, состоящая из 5-й альпийской дивизии «Пустерия», 2-й кавалерийской дивизии «Эмануэле Филиберто Тесто ди Ферро» и 48-й стрелковой дивизии «Таро», была на своем пути из Прованса в Италию, когда пришла весть о перемирии. Паника сразу же распространилась среди войск, и слухи об агрессивности и жестокости Вермахта привели к деморализации и распаду подразделений у границы. Армия была рассредоточена между Францией, Пьемонтом и Лигурии фактически распалась между 9 и 11 сентября, под давлением сходящихся сил германского фельдмаршала Рундштедта (из Прованса) и Эрвина Роммеля (Италия).
Воспользовавшись распадом итальянских частей, германские войска быстро захватили все ключевые точки на Юге Франции: 356-я и 715-я стрелковая дивизии вошли в Тулон и достигли реки Вара, в то время как я танковая дивизия Feldherrnhalle заняла территорию до Ривьеры Ментона. В Мон-Сени итальянские части, были атакованы германскими частями из остальной Франции (подразделения 157-й и 715-я стрелковая дивизия) и Пьемонте (Лейбштандарт «Адольф Гитлер», прибывшие из Турина). Итальянский гарнизон защищал проход в течение некоторого времени, а затем сдался после разрушения части туннеля Фрежюс. Большинство солдат 4-й итальянской армии разошлись и попытались добраться до своих домов. Некоторые другие решили остаться с немцами, другие значительные группы решили выступить против оккупации и отправился в горы, где они присоединились к антифашистскому сопротивлению гражданских лиц и, таким образом, сформировали первые партизанские группы в Пьемонте. 12 сентября генерал Верчеллино официально распустил свою армию, в то время как генерал Оперти эвакуировал армейскую казну, часть которой впоследствии будет использована для финансирования сопротивления.
Итальянские силы на Балканах были рассредоточены в Словении, Далмации, Хорватии, Боснии, Герцеговине, Черногории, Албании и Греции, и насчитывали 30 дивизий или около полумиллиона человек. К 1943 году они уже два года вели изнурительную борьбу против югославских партизан, неся при этом потери.
Германские войска в Югославии, Албании и Греции 8 сентября по приказу из ОКВ начали «Операцию Константин», согласно плану которой итальянские части окружались и разоружались, после чего итальянские солдаты отправлялись в лагеря для военнопленных. Попутно бывшие итальянские оккупационные зоны в этом регионе переходили под военно-административный контроль Рейха. После известия о выходе Италии из войны, не имея вразумительных приказов от командования, значительная часть командования итальянских войск осознавала, что их вчерашние германские союзники попытаются их обезоружить, а возможно отправят в концлагеря или расстреляют (как в итоге случилось с итальянской дивизией «Акви» в Греции), то соответственно они стали искать связи с югославскими, албанскими и греческими партизанами для возможного перехода на их сторону. Помня жестокие антипартизанские операции итальянцев, партизаны вначале отказывались от каких-либо переговоров, однако, остро нуждаясь в людях и оружии, осознав сложившуюся обстановку, позволили итальянцам перейти на их сторону.

## Итог
Операция «Ось», задуманная и осуществлённая ОКВ в июле-августе 1943 года, прошла для Гитлера в целом удачно, в соответствии с планами. Германией были захвачены почти все зоны ранее контролируемые итальянцами на юге Франции и на Балканах, вся северная и большая часть центральной Италии. Германия получила в своё полное распоряжение итальянскую тяжёлую промышленность. Был оккупирован Рим, его оккупация немцами длилась вплоть до 5 июня 1944 года. Единственным поражением была потеря почти всего итальянского военно-морского флота, который попал в распоряжение противника. 12 сентября из-под ареста германским спецназом во главе с Отто Скорцени был освобождён Бенито Муссолини, после чего Гитлер настоял, чтобы тот возглавил Итальянскую социальную республику, вновь образованное 23 сентября 1943 года пронацистское марионеточное государство, поскольку реальную власть там осуществляла немецкая администрация, а правление Муссолини было скорее символическим. Территория этого нового государства как раз и занимала северную и центральную Италию. Вся итальянская военная техника, вооружение, боеприпасы, находящиеся в этом регионе, были захвачены немцами.
Настоящая трагедия ждала итальянских евреев проживавших на этой территории. Немецкая администрация сразу же после захвата Италии начала немедленный их поиск и депортацию в лагеря смерти в Восточной Европе. Здесь же началось создаваться итальянское антифашистское движение с партизанскими боевыми действиями, против которых были брошены эсэсовцы и итальянские «Черные бригады».
Правительство Бадольо и король, изначально желавшие скорейшего выхода страны из войны, фактически остались не у дел. 13 октября Королевство Италия, формальной столицей которого стал город Бриндизи, объявило войну Германии и всем её союзникам, включая и Итальянскую социальную республику, по сути в Италии началась гражданская война. Значительная часть итальянской армии, позже сражалась против немцев совместно с англо-американскими войсками, некоторые другие части и наиболее радикальные фашисты продолжали быть верными Муссолини и стали сражаться на стороне Германии. Битва за Италию продолжалась ещё полтора года. Впереди были жестокие бои, в частности за Монте-Кассино. И только в начале мая 1945 года последние германские подразделения покинули Италию.